# Ana Alós López
Ana Isabel Alós López (Osca, 11 de maig de 1969) és una política, economista i empresària aragonesa.
Llicenciada en ciències econòmiques per la Universitat de Saragossa, també té un màster en administració i direcció d'empreses per la Universitat Pontifícia de Comillas. Posteriorment a partir de l'any 1995 va estar treballant com a agent de desenvolupament local en la Mancomunitat del Canal de Berdún, en 1996 va començar a treballar en el sector de l'economia com assessora d'empreses en el seu propi despatx al costat del seu soci i un any més tard en 1997 van crear una empresa especialitzada en la rentada de vehicles i en 1999 altra que es dedicava al reciclat de combustibles d'impressió.
L'any 2003, va entrar en el món de la política sent regidora de l'Ajuntament d'Osca pel Partido Popular, en aqueix mateix any també va ser consellera comarcal de la Comarca de la Foia d'Osca on va romandre fins al mes de juny de 2009 després d'haver renunciat, durant aquests temps des del 2008 també va passar a ser portaveu del Grup Municipal Popular en l'ajuntament. En les eleccions municipals espanyoles de 2011 que es van celebrar el dia 22 de maig de l'any 2011 es va presentar com candidata a l'ajuntament, sent la seua formació política la més votada i convertint-se en alcaldessa encara que no per majoria absoluta. Va prendre el càrrec d'alcaldessa el dia 14 de juny. En aqueix mateix any també va entrar com vocal en la Federació Espanyola de Municipis i Províncies, a la qual actualment pertany.